# Karen Moe
Karen Patricia Moe-Thornton (Del Monte, 22 gennaio 1953) è un'ex nuotatrice statunitense.
Specializzata nella farfalla ha vinto la medaglia d'oro nei 200 m farfalla alle Giochi olimpici di Monaco 1972.
È stata primatista mondiale dei 200 m farfalla. 

È una dei Membri dell'International Swimming Hall of Fame.

## Palmarès
- Olimpiadi

Monaco 1972: oro nei 200 m farfalla.